# Margaritiferidae
De Margaritiferidae is een familie van tweekleppigen uit de orde Unionoida.

## Geslachten
- Margaritifera Schumacher, 1815